# ايلو ديل ساباتو
ايلو ديل ساباتو، (بالإنجليزية: Aiello del Sabato)‏، (أربينو:Ajello d'o Sabbato)، هي بلدة صغيرة و(بلدية) في مقاطعة أفيلينو، كامبانيا، جنوب إيطاليا. اسمها مشتق من أجيلوس اللاتينية (بمعنى "الحقل") ومن نهر ساباتو، وهو غني من كالور أربينو.

## السكان
تطور النمو السكاني لـ ايلو ديل ساباتو